# مالكوم شيبارد
مالكوم شيبارد (بالإنجليزية: Malcolm Sheppard)‏ هو لاعب كرة قدم أمريكية أمريكي، ولد في 13 فبراير 1988 في أوغستا في الولايات المتحدة.

## وصلات خارجية
- مالكوم شيبارد على موقع مرجع كرة القدم المحترفة.كوم (الإنجليزية)